# Romāns Naudiņš
Romāns Naudiņš, né le 21 août 1980 à Valmiera, est un homme politique letton membre de l'Alliance nationale (NA). Il est ministre de l'Environnement en 2014.

## Biographie

### Formation et vie professionnelle
En 1999, il intègre l'Académie du Collège de police de Lettonie, où il se spécialise dans l'investigation et ressort en 2001 avec le grade d'inspecteur. Il exerce son métier un an, dans la région de Vidzeme, puis rejoint en 2003 l'administration pénitentiaire. Entre 2006 et 2011, il travaille dans le secteur privé.

### Engagement politique
Membre de Pour la patrie et la liberté (TB/LNNK), il siège au conseil municipal de Valmiera entre 1999 et 2011. En 2008, il est conseiller pour le développement économique du ministre des Affaires économiques Kaspars Gerhards et du ministre sans portefeuille pour l'Utilisation des fonds communautaires Normunds Broks. Gerhards devient l'année suivante ministre des Transports, et il le suit avec les mêmes fonctions.
Aux élections législatives anticipées du 17 septembre 2011, il est élu député de l'Alliance nationale, qui a succédé à TB/LNNK, au Saeima. Il devient en 2014 secrétaire parlementaire du ministère de la Protection de l'environnement et du Développement régional.

### Ministre de l'Environnement
Le 27 mars suivant, à la suite de la révocation d'Einārs Cilinskis treize jours plus tôt, il est confirmé par les députés comme ministre de la Protection de l'environnement et du Développement régional. Il est remplacé le 5 novembre suivant par l'ancien ministre Kaspars Gerhards.